# Aristide Cavaillé-Coll
Aristide Cavaillé-Coll (n. 4 februarie 1811, Montpellier, Franța – d. 13 octombrie 1899, Paris, Franța), a fost un constructor de orgi, francez. Este considerat ca fiind cel mai distins constructor de orgi ai secolului XIX. Mișcarea de reformă a orgii a încercat să întoarcă construirea de orgi la un stil mai baroc, dar în ultimele decenii ale secolului XX modele lui Cavaillé-Coll au devenit iar la modă. Cavaillé-Coll a fost autorul a numeroase articole publicate în reviste științifice, și cărți pe tematica orgii, în care a publicat rezultatele cercetărilor și experimentelor sale. Un film documentar despre viața și activitatea sa a fost filmat în 2011 și lansat în 2012.

## Viața

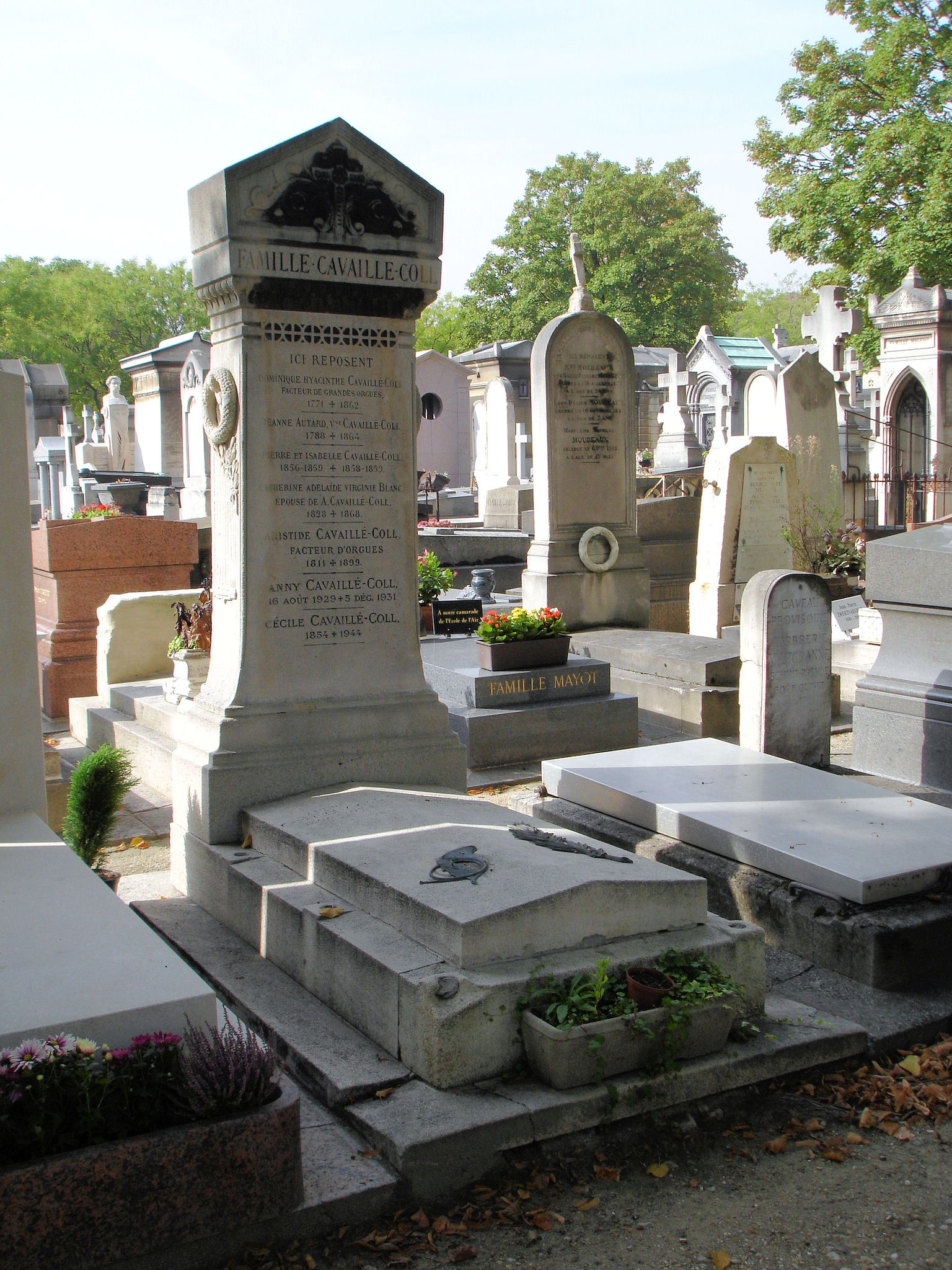
Mormântul lui Cavaillé-Coll în Cimitirul Montparnasse, Paris

Născut în orașul Montpellier, Franța, la Dominique, unul într-o linie de constructori de orgi, el a dat dovadă de talent precoce în inovare mecanică. Orgile sale sunt "orgi simfonice": adică, ele pot reproduce sunetele celorlalte instrumente și totodată să le combine.Cea mai mare și cea mai grandioasă orgă a sa este în Saint-Sulpice, Paris. Cavaillé-Coll a fost, de asemenea, bine cunoscut pentru problemele sale financiare. Arta de a crea instrumente manual, de neegalat la acel moment, nu a fost suficientă pentru a asigura supraviețuirea companiei sale. Acesta a fost moștenită în 1898, la scurt timp înainte de moartea sa, la Paris, de către Charles Mutin. El a continuat afacerea, dar datorită celui de al doilea război mondial compania aproape a dispărut.

## Inovații de construcție a orgii
Cavaillé-Coll Cavaille-Coll este responsabil pentru multe inovatii care au revolutionat construcția de orgi, performanța și de compoziția. El a rafinat pedalele de expresie și prin crearea unora (mai echilibrate) cu arc cu care îi permite organistului să crescă potențialul de orgii și exprimarea acesteia. El a schimbat major registrele, permițând astfel o amplă și dezvoltată tehnică de execuție, creând noi posibilități din punct de vedere al tehnicii și compoziției. Toate inovațiile sale au permis executarea unui crescendo neîntrerupt de la pianissimo la fortissimo, ceva ce nu era posibil înainte. Orga sa de la Basilica Sainte-Clotilde, Paris (proclamată basilică de către Papa Leon al XIII-lea în 1897) a fost una dintre primele care a fost construită cu aceste noi caracteristici. Prin urmare, aceasta l-a influențat pe César Franck, care a fost organist titular acolo. Lucrările de orgă ale lui Franck au inspirat generații de compozitori organiști care au venit după el.

## Film
Un film documentar intitulat Orgile lui Cavaillé-Coll a fost lansat în 2012 de către Fugue State Films, pentru a marca atât aniversarea a 200 de ani de la nașterea lui Cavaillé-Coll în 2011 cât și 150 de ani a orgii sale de la St. Sulpice.

## Orgile existente ale lui Cavaillé-Coll

### În Europa

#### Franța
- Caen: Biserica Ste.-Étienne
- Carcassonne: Catedrala St. Michel

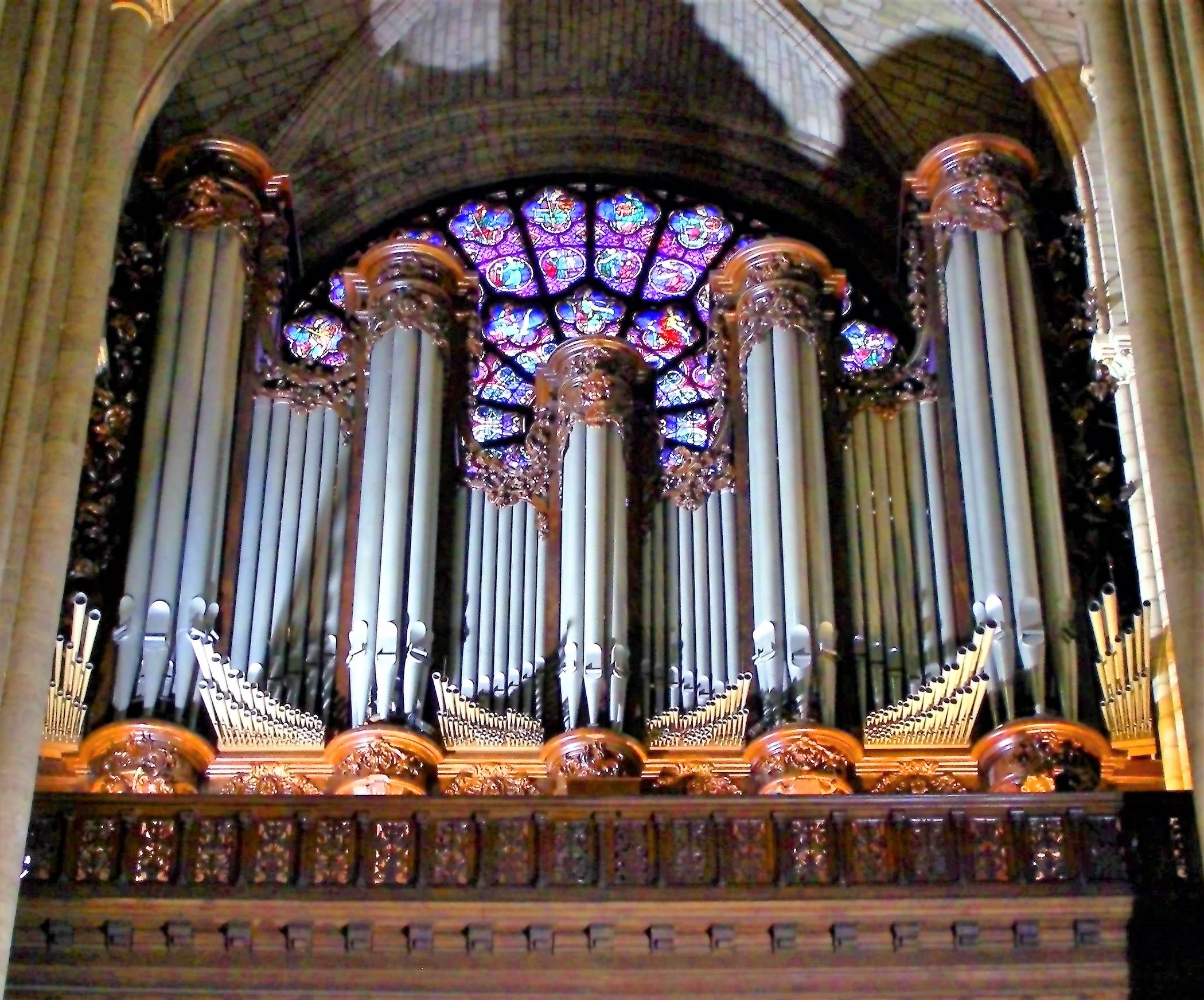
Marea orgă, Notre-Dame de Paris

- Épernay: Biserica Saint-Pierre Saint-Paul
- Lyon: Biserica St. François-de-Sales, Lyon
- Orléans: Catedrala Sf. Cruci (Cathédrale du Saint-Croix - ușor modificată de Haerpfer)
- Mazamet Biserica Saint-Sauveur
- Nancy: Catedrala
- Paris: Biserica Saint-Roch
- Paris: Biserica de la Madeleine (recontruită și modificată de Gonzales)
- Paris: Notre-Dame-de-la-Croix
- Paris: Catedrala americană în Paris
- Paris: Notre Dame de Paris (modificată)
- Paris: Saint Clotilde Basilica (modificată și contruită de Dargassies în 2004)
- Paris: Saint-Sulpice (de François-Henri Clicquot, reconstruită și îmbunătățită de Cavaillé-Coll)
- Paris: Saint Vincent de Paul
- Paris: Sainte-Trinité
- Paris: Église Saint-Jean-de-Montmartre (mutată de la Școala Sacré-Cœur de la Ferrandière, Lyon)
- Paris: Basilique du Sacré-Cœur
- Paris: Val-de-Grâce, orgă de capelă
- Paris: Saint-François-Xavier: Orgile au fost construite în 1878 de casa Fermis & Persil, revăzute de Cavaillé-Coll în 1890;

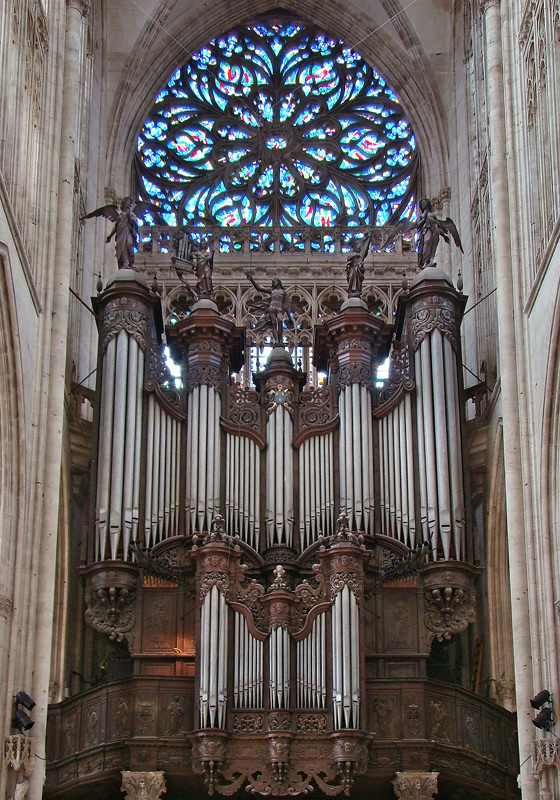
Biserica Saint Ouen, Rouen

- Courbevoie (aproape de Paris): Biserica Saint-Maurice de Bécon
- Perpignan: Catedrala
- Rouen: Biserica St. Ouen
- Saint-Denis: St. Denis
- Saint-Yrieix-la-Perche : Collégiale du Moustier
- Toulouse: Basilica Saint-Sernin
- Trouville-sur-Mer: Biserica Notre-Dame des Victoires
- Lavaur: Catedrala Saint-Alan
- Rabastens: Biserica Notre-Dame-du-Bourg (cea mai mică)

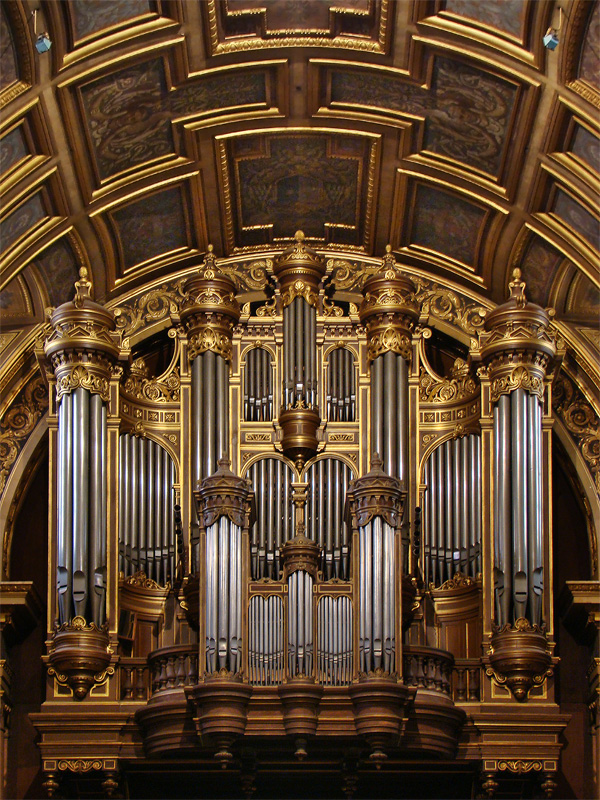
Catedrala Rennes

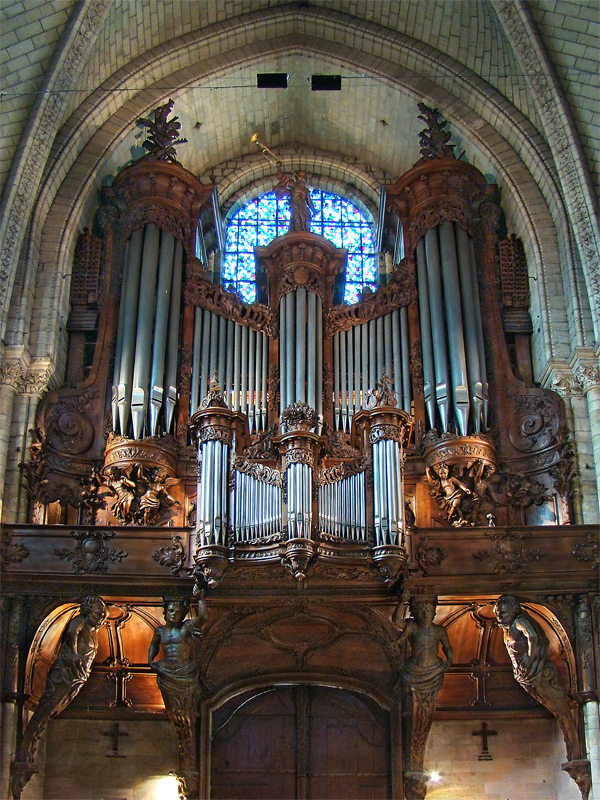
Catedrala Angers

#### Spania
- Lekeitio: Basilica de la Asunción de Nuestra Señora (Lekeitio)
- Madrid: Basilica San Francisco cel Mare
- Alegia: San Juan
- Azkoitia: Santa María
- Azpeitia: Basilica de Loyola
- Getaria (Guetaria): San Salvador
- Irún: Santa María
- Mutriku (Motrico): Santa Catalina
- Oiartzun: San Esteban
- Pasaia (Pasajes)
- San Sebastián (Donostia): Résidence de Zorroaga
- San Sebastián (Donostia): San Marcial d’Altza
- San Sebastián (Donostia): Santa María del Coro
- San Sebastián (Donostia): Santa Teresa
- San Sebastián (Donostia): San Vicente
- Urnieta: San Miguel
- Vidania (Bidegoyan), San Bartolomé

#### Regatul Unit
- Warrington: Parr Hall, Warrington (Anglia)
- St Michael's Abbey, Farnborough, Hampshire
- Manchester Town Hall
- Jersey: Colegiul Highlands, Jersey (Insulele Canalului)
- Paisley: Paisley Abbey

#### Țările de Jos
- Haarlem: Philharmonie
- Amsterdam: Augustinuskerk
- Amsterdam: Joannes en Ursulakapel Begijnhof

#### Belgia
- Bruxelles: Conservatorul regal de muzică
- Gent: Saint Nicholas' Church, Ghent

#### Portugalia
- Lisabona: Igreja de São Luís dos Franceses
- Lisabona: Igreja de São Mamede - oferită de ducele de Palmela în 1956

#### Italia
- Roma: Capela Casei Santa Maria a Colegiului Pontifical Nord American

#### Danemarca
- Copenhaga: Jesus Church (Biserica lui Isus) (1890)

#### Rusia

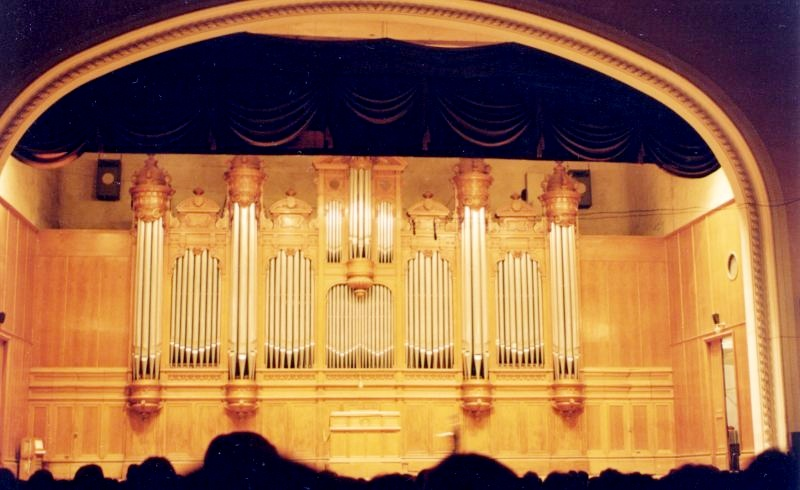
Orga sălii Bolshoi a Conservatorului din Moscova

- Moscova: Sala Bolshoi a Conservatorului din Moscova (orga instalată de Charles Mutin)

### America Latină

#### Venezuela
- Caracas: Biserica San Francisco.
- Caracas: Biserica Altagracia (inoperativă)
- Caracas: Biserica Santa Teresa. Folosită pentru serviciile obișnuite.
- Caracas: Biserica San José (în situație delicată)
- Caracas: Parohia La Encarnación del Valle. După câteva decade de tăcere, din 2011 se cântă regulat la orgă.
- Los Teques: Catedrala (inoperativă)

#### Brazilia
- Campinas: Catedrala Metropolitană.
- Campo Largo: Biserica Matriz de Nossa Senhora da Piedade
- Belém: Catedrala da Sé
- Lorena: Catedrala Nossa Senhora da Piedade

#### Mexic
- Mazatlán: Catedrala basilică de la Inmaculada Concepción

#### Chile
- Valparaíso: Biserica de los Sagrados Corazones (1872)

#### Argentina
- Lujan: Basilica de Lujan

### Asia

#### Japonia
- Fuji: Haus Sonnenschein

## Asteroid
Numele lui Cavaillé-Coll a fost atribuit și unui asteroid: 5184 Cavaillé-Coll.